# Кру-Милнс, Роберт, 1-й маркиз Кру
Роберт Оффли Эшбертон Кру-Милнс, 1-й маркиз Кру (англ. Robert Offley Ashburton Crewe-Milnes), традиционное произношение — Крю (12 января 1858 года — 20 июня 1945 года), известный также как лорд Хоутон с 1885 по 1895 год и как граф Кру с 1895 по 1911 год — британский либеральный политик, государственный деятель и писатель.

## Происхождение и образование
Роберт Милнс родился в Мейфэре (Лондон), был единственным сыном Ричарда Монктона Милнса, 1-го барона Хоутона (Houghton), и его жены Аннабеллы, дочери Джона Кру, 2-го барона Кру. Начальное образование получил в Уинтон-Хаус, недалеко от Уинчестера, затем учился в Хэрроу. Продолжил образование в Тринити-колледж, Кембридж, который окончил в 1880 году.

## Политическая карьера
Будучи членом Либеральной партии, Милнс стал помощником личного секретаря лорда Гренвиля в апреле 1883 года, когда тот занимал должность министра иностранных дел Великобритании. В 1884 году Милнс проиграл выборы по округу Барнсли. В 1885 году унаследовал титул отца и вошел в палату лордов как барон Хоутон, а в 1885 году он стал парламентским организатором. В январе 1886 года королева Виктория назначила его лордом-распорядителем (Lord-in-Waiting) в третьем правительстве Гладстона.
Успешный подъём Милнса по карьерной лестнице серьёзно подорвала смерть жены, Сибил Марии, дочери Фредерика Грэма, 3-го баронета Нетерби, на которой он женился 3 июня 1880 года. Она умерла внезапно в сентябре 1887 года, когда ей было только тридцать лет. Милнс был полон решимости преодолеть личную трагедию, изучая сельское хозяйство в Сайренсестере, однако ему помешала собственная болезнь. Он покинул Англию и перебрался в Египет, где написал Stray Verses, стихи, наполненные чувством большой утраты. Следующим ударом в 1890 году стала смерть его восьмилетнего сына и наследника Ричарда.
По возвращении в Англию Хоутон в 1892 году он был назначен лордом-лейтенантом Ирландии в либеральном правительстве 1892—1895 годов. В это время премьер-министром стал его старый друг лорд Розбери.
После смерти дяди, Хангерфорда Кру, 3-го Барон Кру, он унаследовал огромные владения, составлявшие почти 50 000 гектаров земель, расположенных в четырёх графствах. В том же году он по королевскому разрешению от 8 июня 1894 года изменил фамилию, присоединив к ней вторую часть «Кру». С 17 июля 1895 он стал именоваться Кру-Милнс, граф Кру.
20 апреля 1899 года граф Кру вторично женился на восемнадцатилетней красавице Мэри Этьен Ханне Примроуз, дочери бывшего премьер-министра лорда Розбери.
Несколько месяцев спустя, в октябре 1899 года, разгорелась Англо-бурская война. Лорд Кру, возглавлявший посредническую миссию, до последнего пытался найти мирное решение путём переговоров с президентом Крюгером. Он начал отходить от позиции собственного тестя Розбери, пропагандируя политику постепенной разрядки ситуации. Но вскоре начались военные действия, и Кру-Милнс оказался в изоляции. Он был хорошим оратором, но имел навыки управления и не раз проявлял себя как эффективный организатор. Он увеличил своё влияние с приходом к власти Генри Кэмпбелла-Баннермана и радикалов. Он завязал личную дружбу с Гербертом Асквитом, который стал его политической опорой в обстановке интриг накануне Первой мировой Войны. Как доверенное лицо, он был назначен помощником практически во все комитеты. С 1905 по 1908 год лорд Кру был лордом-председателем Совета в либеральном правительстве. Среди лордов доминировали пэры-тори, которые враждебно относились к предложенным Асквитом реформам. Тори провалили закон об образовании 1906 года, когда лорд Кру был  главный защитником политики правительства. По просьбе Кэмпбелла-Баннермана, он взял на себя роль межпартийного посредника. Кру всем предпочитал умеренность. Он выразил сожаление в связи с речью Ллойда Джордж, произнесённой в Ист-Энде в 1909 году и призывавшей к демонтажу классовой системы. В то же время он считал неприемлемым позицию тори и юнионистов, продолжавших блокировать законотворческую работу парламента.
В 1908 году Кру сменил лорда Элгина на должности министра колоний. В качестве лидера палаты лордов, он сыграл ключевую роль в представлении закон о парламенте 1911, лишавшего лордов права вето, который после долгих обсуждений был принят парламентом. Асквит высоко ценил его как коллегу за здравый смысл и трезвое суждение, хотя никаких выдающихся идей Кру не предлагал. Однако, когда Черчилль в 1910 году разослал меморандум, предложив упразднить палату лордов, Кру высказался решительно против и блокировал любые попытки изменить двухпалатную систему. Он присутствовал на совещании Конституционной комиссии, созданной 16 июня 1910 года во время кризиса, связанного со смертью Эдуарда VII. Неоднозначные итоги январских выборов 1910 года, на которых юнионисты получили дополнительные места в палате общин, вызвало широкие дебаты о конституционных последствиях для палаты лордов. Новый Король, Георг V, чтобы избежать патовой ситуации, согласился создать 500 новых пэров, если либералы победят на выборах в декабре 1910 года. Лорд Кру участвовал в дискуссии в качестве одного из членов Внутреннего круга. Прежде он занимал более правые позиции наряду с Асквитом, предлагая изменить принципы формирования верхней палаты, а не отменить её вовсе. Кру получил полномочия для ведения переговоров с лидером тори, лордом Кромером и архиепископом Кентерберийский, для принятия положения о праве вето, которое бы давало большие права избираемой палате общин.

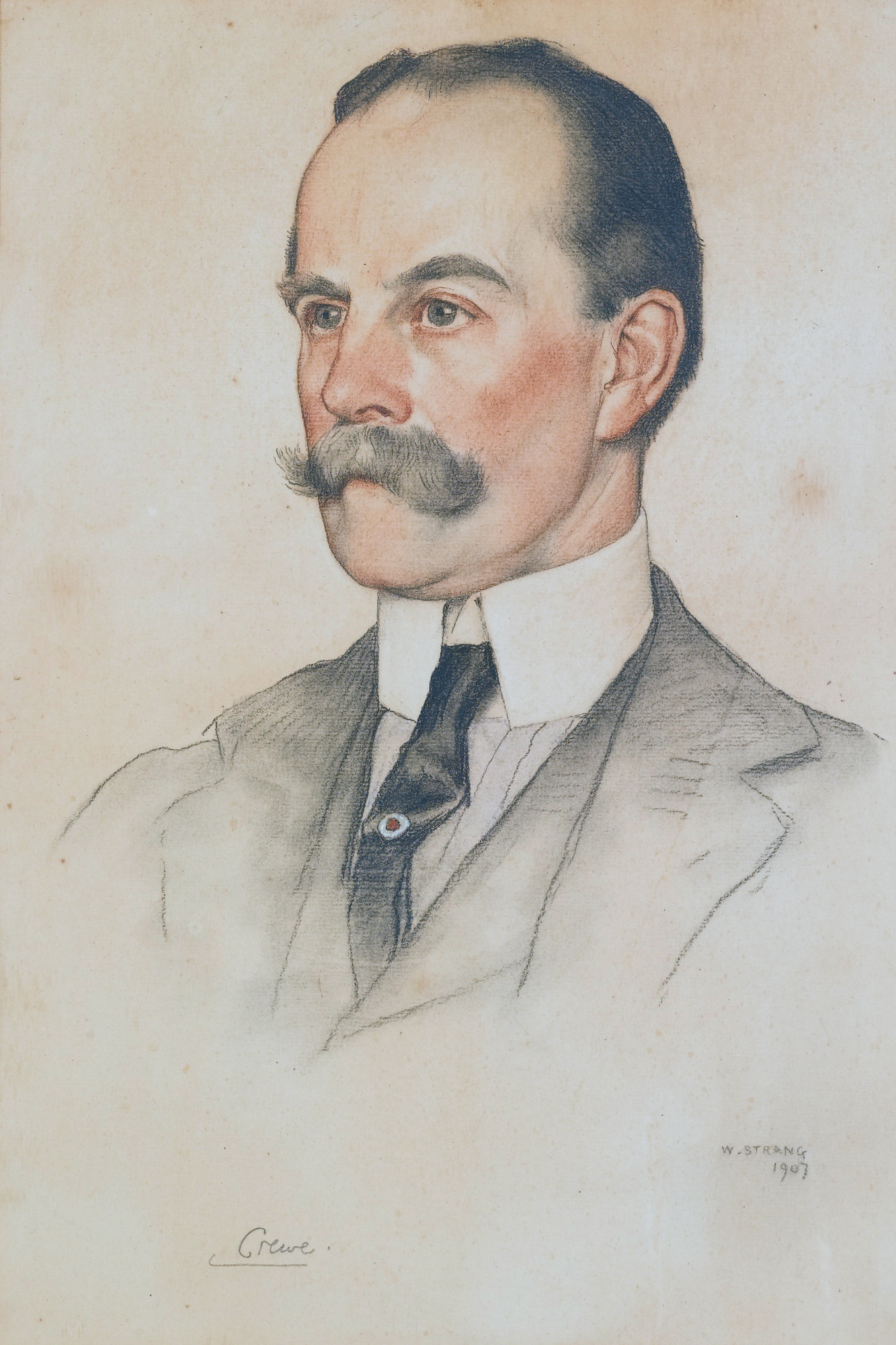
Роберт Оффли Эшбертон Кру-Милнс, 1-й Маркиз Кру (художник Уильям Стрэнг, 1907)

В ноябре 1910 года он занял пост министра по делам Индии. Им был организован Делийский дарбар 1911 года, во время которого Индию впервые посетил британский монарх. В этой должности он также обеспечил перенос столицы Индии из Калькутты в Дели и воссоединение двух Бенгалий. Также он пригласил к проектированию Нью-Дели архитектора Эдвина Лаченса. В награду за услуги Британской короне в 1911 году он получил титул  маркиза Кру и графа Мэйдли.
В списках министров, составленных Асквитом в 1913—1914 года, лорд Кру как минимум однажды оказался на первой строке, он заслужил уважение за его управленческую компетентность, эффективность и интеллигентность. С мая 1915 года он снова стал лордом-председателем Совета,  в правительстве Асквита, тесно сотрудничал с Ллойдом Джорджем в вопросах финансов и стабилизации курса при разработке бюджета.
В 1916 году Кру-Милнс был ненадолго назначен президентом Совета по образованию, и, возможно мог принести пользу в послевоенные годы, но в декабре коалиция распалась. Он остался верен Асквиту, отклонив предложение войти в правительство Ллойда Джорджа, и после отставки продолжал руководить независимой либеральной оппозицией в палате лордов. Он принял в большей степени почетный титул председателя Совета лондонского графства, а также сохранил ведущую роль в сфере образования, выступая в качестве председателя совета Имперского колледжа Лондона, президента Совета по образованию и канцлера Шеффилдского университета. Позже маркиз Кру был назначен послом во Францию (с 1922 по 1928 годы), где создал фонд для открытия британского института в Париже, который в настоящее время превратился в Университет Лондонского института в Париже. В коалиционном правительстве Макдональда короткое время занимал пост военного министра, но ушёл в отставку после всеобщих выборов. С 1936 года и на протяжении Второй мировой войны Кру-Милнс оставался лидером независимых либералов в палате лордов.

## Литературная карьера
Кру-Милнс унаследовал от отца хороший литературный вкус, и опубликовал в 1890 году сборник стихов Stray Verses. Он также создал и другие произведения, в том числе Gleanings from Béranger (опубликорван в 1889 году), многие из которых переведены на иностранные языки. Он также написал биографию своего тестя, лорда Розбери, опубликованную в 1931 году. Черчилль называл творчество лорда Кру скучным, однако другие отзывы носили положительный характер. Поэма о войне, A Harrow Grave in Flanders, в которой Кру-Милнс рассуждает о возможных путях истории, была опубликована в нескольких сборниках во время и после Первой мировой войны. Лорд Кру был последним из либеральных пэров конца Британской Империи. Он был, по сути, викторианцем, и это выразилось в сдержанности его сочинений, которые практически не содержат скандального материала.

## Семья
Первой женой Кру-Милнса была Сивилла Марша Грэм (1857—1887), дочь Фредерика Грэма, 3-го баронета Нетерби в графстве Камберленд. Венчание состоялось в 1880 году. У них родилось три дочери и сын, который умер в детстве:
- Аннабель Кру-Милнс (1881—1948). В 1903 году вышла замуж за Артура О’Нила (1876—1914), в дальнейшем ставшего членом парламента от Ольстерской юнионистской партии. Их третий сын, Теренс О’Нил, стал премьер-министром Северной Ирландии. Позже Анабель вышла замуж за Хью Доддса. Их сын — писатель Квентин Кру[18]
- Ричард Чарльз Родес Милнс (1882—1890).
- Селия Гермиона Кру-Милнс (1884—1985). Вышла замуж за Эдварда Клайва Милнс-Коутса, 2-го баронета Милнс-Коутса.
- Хелен Синтия Кру-Милнс (1884—1968), близнец Селии Гермионы. Вышла замуж за Джорджа Чарльз Колвилл (1867—1943), мать Джона Колвилла, личного секретаря Невилла Чемберлена, Уинстона Черчилля и Клемента Эттли.

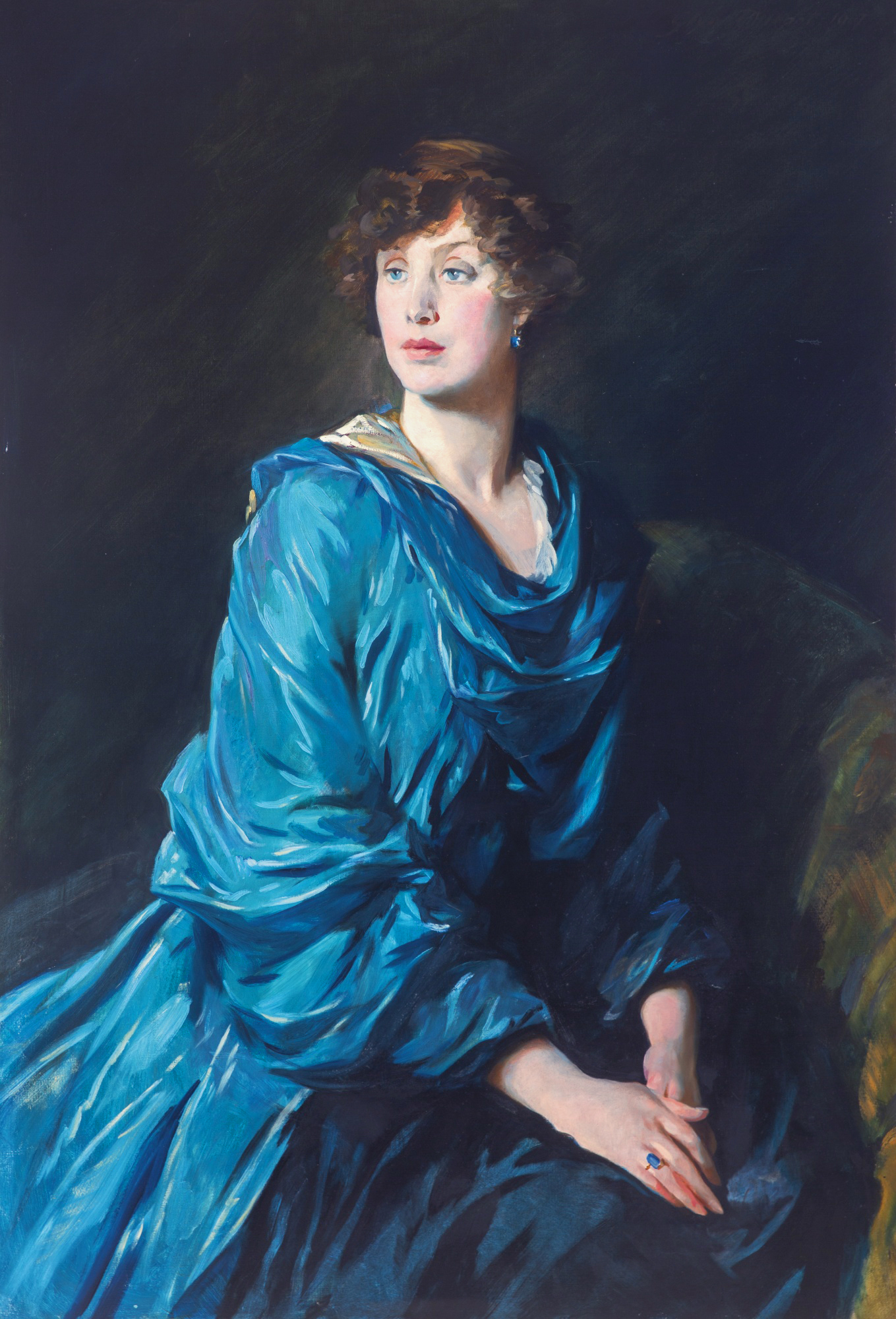
Маргарет Кру-Милнс, маркиза Кру (художник Глин Филпот, 1917)

В 1899 году, спустя более чем десятилетие после смерти первой жены, Кру-Милнс снова женился. Его избранницей стала восемнадцатилетняя Маргарет Этьен Ханна (Пегги) Примроуз, дочь 5-го графа Розбери. У них было двое детей:
- Ричард Джордж Арчибальд Джон Люсьен Хангерфорд Кру-Милнс, граф Мэйдли (1911—1922),
- Мэри Эвелин Хангерфорд Кру-Милнс (1915—2014), первая жена 9-го герцога Роксбурга.

Лорд Кру умер в июне 1945 года в возрасте 87 лет. Так как у него не было наследника мужского пола, его титулы стали выморочными.